# Crystallion

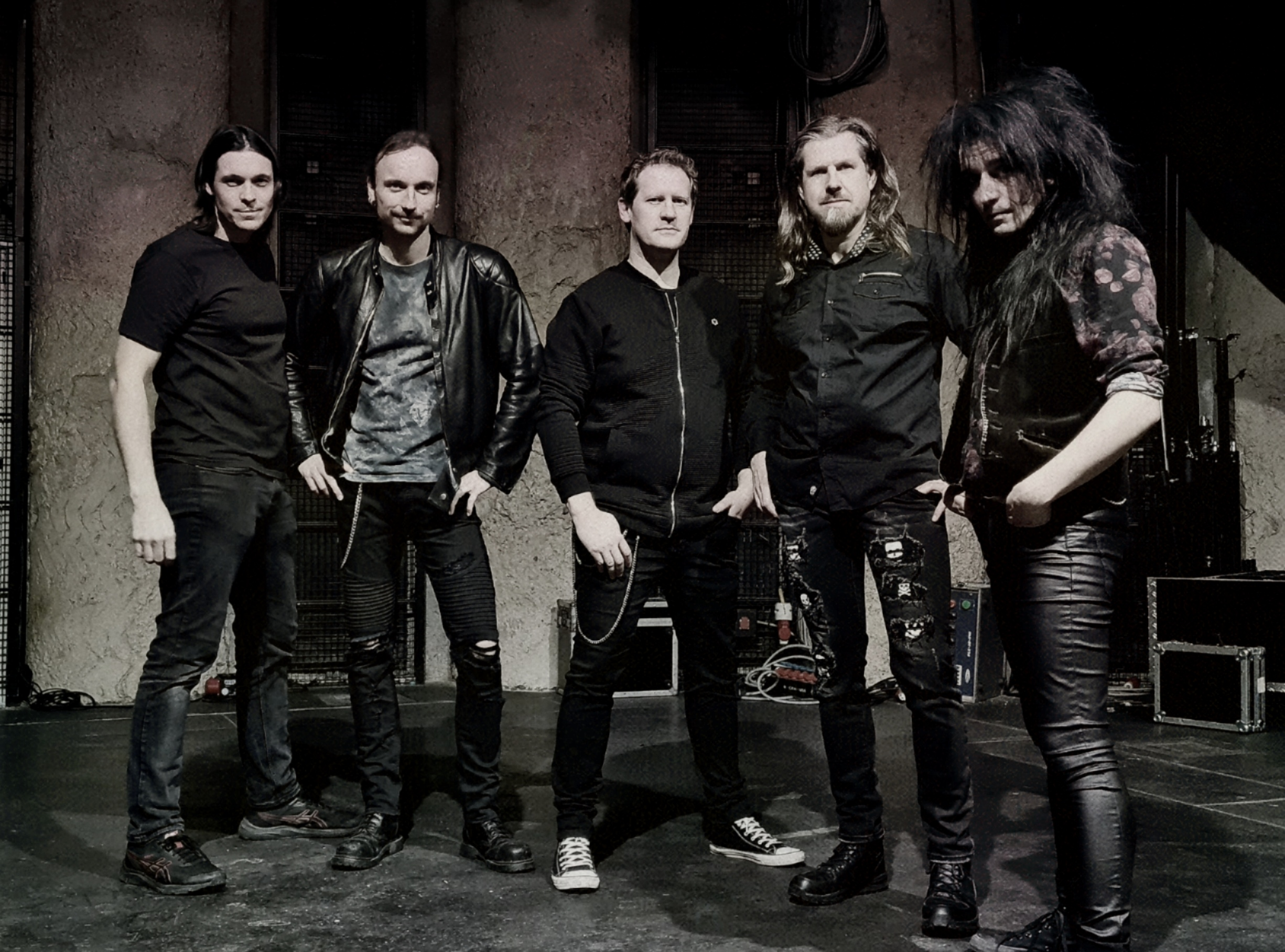
Skupian v roce 2024.

Crystallion je německá heavy/power metalová kapela založena v roce 2003 basistou Stefanem Gimpelem a bubeníkem Martinem Herzingerem v Siegsdorfu v Bavorsku. Jejich první album se jmenuje A Dark Enchanted Crystal Night a bylo vydáno v roce 2006 a bylo velmi dobře ohodnoceno fanoušky i médii.

## Historie
Crystallion byl založen s vědomím toho, že se bude spojovat hudební vkus a zalíbení v historii Stefana i Martina a tím vznikne kvalitní hudba.
Jejich hudební styl je odvozen od slavných kapel Rhapsody of Fire, Stratovarius, Helloween a Sonata Arctica. Silné riffy a kvalitní souhra vytváří velmi dobré texty tak také brilantní melodie, ale jejich hlavní znak je zpěvák je Thomas Strübler, který svým hlasem s úžasným rozsahem přitahuje fanoušky.
V roce 2008 jejich druhé album Hattïn nahrané v Helion Media Studios v Mnichově bylo znovu doceněno jako úchvatné. Po malém turné hned po vydání alba v červnu 2008 opustil kapelu kytarista Flo. Poté se kapela ubrala jiným směrem a nechala nejvíce vyniknout kreativitě keyboardisty Manuela Schallingera a kytaristy Patricka Juhasze.
Na jejich třetím albu Hundred Days do jejich stylu přináší také prvky Hard rock. Koncept alba se zaměřuje na 100 dnů Napoleona Bonaparta když uprchl z vyhnanství na ostrově Elba a kdy se ještě jednou pokusil dobýt kus Evropy než byl nakonec poražen v Bitva u Waterloo a poslán na ostrov Svatá Helena.
19. 3. 2012 byl na jejich oficiální stránce zveřejněn odchod Manuela Schallingera a teď pokračují bez keyboardisty.
V roce 2013 vychází čtvrtý album s názvem Killer. Na tomto album se vytrácí melodičnost. Na místo toho je styl kapely mnohem tvrdší. Z knoceptu alba se naprosto vytratilo čerpání z historie. I tak je tohle album velmi kvalitní, a potěší uši každého metalového fanouška hlavně písne jako Full Moon Fever, S.O.S nebo Heat of Thousand Flames.
V roce 2016 odešel po deseti letech z osobních důvodú kytarista Patrick Juhász. Na jeho postu ho nahrazuje Wolfgang Kometer.
Kapela bude nejspíše zase někdy pracovat na novém albu.

## Členové
Současní
- Thomas Strübler - zpěv
- Wolfgang Kometer - elektrická kytara
- Stefan Gimpl - basová kytara
- Martin Herzinger - bubny

Bývalí
- Patrick Juhász - elektrická kytara
- Manuel Schallinger - keyboard
- Manfred G. Stief - kytara
- Florian Ramsauer - kytara

## Diskografie
- Knights Of The Apocalypse...Nemesis (2005)
- A Dark Enchanted Crystal Night (2006)
- Hattïn (2008)
- Hundred Days (2009)
- Killer (2013)